# Anadolu Rangers
Gli Anadolu Rangers sono una squadra di football americano di Eskişehir, in Turchia, fondata nel 1998.

## Dettaglio stagioni

### Tornei nazionali

#### Campionato

##### TAFK/1. Lig
| Stagione | regular season | regular season | regular season | regular season | regular season | regular season | playoff | playoff | playoff | playoff | playoff | playoff    | playoff             |
|          | Vin            | Par            | Per            | Tot            | PF             | PS             | Vin     | Per     | Tot     | PF      | PS      | risultato  | avversaria          |
| -------- | -------------- | -------------- | -------------- | -------------- | -------------- | -------------- | ------- | ------- | ------- | ------- | ------- | ---------- | ------------------- |
| 2001     | 0              | 0              | 4              | 4              | 18             | 70             | -       | -       | -       | -       | -       | -          | -                   |
| 2014-15  | 3              | 0              | 4              | 7              | 107            | 146            | -       | -       | -       | -       | -       | -          | -                   |
| 2018     | 2              | 0              | 5              | 7              | 67             | 169            | -       | -       | -       | -       | -       | -          | -                   |
| 2019     | 1              | 0              | 6              | 7              | 98             | 236            | 0       | 1       | 1       | 31      | 33      | Retrocessi | Hacettepe Red Deers |
| 2022     | 5              | 0              | 1              | 6              | 115            | 71             | 0       | 1       | 1       | 0       | 3       | Semifinale | Boğaziçi Sultans    |
| 2023     | 0              | 0              | 7              | 7              | 55             | 162            | -       | -       | -       | -       | -       | -          | -                   |
| Totale   | 11             | 0              | 27             | 38             | 460            | 854            | 0       | 2       | 2       | 31      | 36      |            |                     |

Fonti: Enciclopedia del Football - A cura di Massimo Mezzetti

##### 2. Lig
| Stagione | regular season | regular season | regular season | regular season | regular season | regular season | playoff | playoff | playoff | playoff | playoff | playoff              | playoff          |
|          | Vin            | Par            | Per            | Tot            | PF             | PS             | Vin     | Per     | Tot     | PF      | PS      | risultato            | avversaria       |
| -------- | -------------- | -------------- | -------------- | -------------- | -------------- | -------------- | ------- | ------- | ------- | ------- | ------- | -------------------- | ---------------- |
| 2017     | 5              | 0              | 0              | 5              | 203            | 49             | 1       | 0       | 1       | 46      | 8       | Spareggio promozione | Uludağ Timsahlar |
| 2024     | 2              | 0              | 2              | 4              | 53             | 59             | -       | -       | -       | -       | -       | -                    | -                |
| Totale   | 7              | 0              | 2              | 9              | 256            | 108            | 1       | 0       | 1       | 46      | 8       |                      |                  |

Fonti: Enciclopedia del Football - A cura di Massimo Mezzetti

### Riepilogo fasi finali disputate
| Anno           | Luogo | Evento | Fase del torneo      | Incontro                              | Risultato |
| 3 giugno 2017  |       | 2. Lig | Spareggio promozione | Anadolu Rangers - Uludağ Timsahlar -  | 46 - 8    |
| 14 luglio 2019 |       | 1. Lig | Finale               | Hacettepe Red Deers - Anadolu Rangers | 33 - 31   |
| 30 luglio 2022 |       | 1. Lig | Semifinale           | Anadolu Rangers - Boğaziçi Sultans    | 0 - 3     |